# Senecio purtschelleri
Senecio purtschelleri là một loài thực vật có hoa trong họ Cúc. Loài này được Engl. miêu tả khoa học đầu tiên năm 1892.